# Cour constitutionnelle de Hongrie
Pour les articles homonymes, voir Cour constitutionnelle.
La Cour constitutionnelle (en hongrois : Alkotmánybíróság, souvent abrégé en AB, qui peut aussi se traduire par « tribunal constitutionnel ») est l'instance constitutionnelle suprême en Hongrie. Elle est créée en 1989 dans le cadre du changement de régime et du passage d'un régime communiste à un régime démocratique. Les règles qui définissent et organisent alors son rôle et son fonctionnement s'inspirent beaucoup de la Cour constitutionnelle allemande. 
L'arrivée au pouvoir de Viktor Orbán au printemps 2010 et les nombreuses mesures non conventionnelles qu'il a aussitôt appliquées causent un très vif conflit avec les juges constitutionnels dès l'automne et conduisent le gouvernement à limiter sérieusement les pouvoirs de la Cour puis à y imposer sa volonté par la nomination de membres supplémentaires à partir de septembre 2011. La nouvelle Loi fondamentale qui sert de Constitution à partir de janvier 2012 entérine ces changements en attendant une loi organique spécifique en préparation.

## Création
Votée par le Parlement hongrois dès janvier 1989, la création d'une Cour constitutionnelle fut avalisée par les négociations entre le régime communiste et l'opposition démocratique au printemps et à l'été de cette même année avant d'être inscrite dans le nouvel article 32A de la Constitution et une loi spécifique adoptés tous deux en octobre. La Cour commença à fonctionner le 1er janvier 1990.

## Organisation et fonctionnement de 1990 à 2010
Selon ce qui est inscrit dans le chapitre IV de la constitution en vigueur de 1989 à 2011, la Cour constitutionnelle contrôle la constitutionnalité des règles de droit, annule toute loi et toute autre règle de droit dont elle constate l'inconstitutionnalité et chacun peut engager une procédure devant elle. Elle est composée de 15 membres choisis par une commission parlementaire (avec un membre par parti politique représenté au sein de l'Assemblée) et élus avec au moins les deux tiers des députés.
La loi XXXII de l'année 1989 précise que le siège de la Cour est à Budapest), que le président et le vice-président sont élus (et rééligibles) tous les 3 ans par les membres de la Cour, que ceux-ci doivent être âgés d'au moins 45 ans, avoir une connaissance reconnue du droit (professeurs d'université, docteurs en droit) ou au moins 20 ans de pratique professionnelle, ne pas avoir été membres du gouvernement, employés d'un parti ou titulaire d'une importante charge publique les quatre années précédentes. L'Assemblée les élit pour 12 ans.

## Le conflit de 2010 avec le Gouvernement et ses conséquences
Le 26 octobre 2010, la Cour annule deux mesures votées par les députés FIDESZ et KDNP. La première concerne l'impôt particulier sur certains revenus des personnes privées, une taxe sur 98 % du montant des indemnités de licenciement et de retraite dépassant les 2 millions de forints qui est annulée du fait qu'elle est en partie rétroactive puisqu'elle s'applique sur les revenus perçus à partir du 1er janvier 2010 alors que la loi ne doit entrer en vigueur que le 1er octobre de cette même année. La deuxième concerne le raccourcissement des mandats des deux vice-présidents du Bureau de la Concurrence économique (Gazdasági Versenyhivatal, GVH), le Gouvernement Orbán souhaitant changer toute la direction de cette autorité de la Concurrence hongroise à l'occasion de la nomination de son nouveau président (cette disposition avait déjà suscité l'opposition du Président de la République László Sólyom qui l'avait adressée pour contrôle à la Cour dans les derniers jours de son mandat).
Le même jour, en immédiate réaction à cette annulation, le chef du groupe parlementaire du FIDESZ, János Lázár, annonce qu'il va déposer un amendement à la Constitution visant à retirer à la Cour constitutionnelle toute compétence sur les matières ne pouvant être soumises à référendum, c'est-à-dire tout ce qui concerne le budget de l'État et que, cet amendement adopté, les lois annulées seront revotées dans les mêmes termes.